# Thunder d'Oklahoma City
Pour les articles homonymes, voir Thunder.
Maillots
Actualités
Le Thunder d’Oklahoma City (en anglais : Oklahoma City Thunder, « le tonnerre d’Oklahoma City ») est une franchise américaine de basket-ball de la National Basketball Association (NBA) basée à Oklahoma City dans l'État de l'Oklahoma. Elle est créée en 1967 sous le nom des SuperSonics de Seattle puis délocalisée à l'été 2008. Elle est membre de la Conférence Ouest, au sein de la division Nord-Ouest. L’équipe joue ses matchs à domicile dans le Paycom Center.
À Seattle, les SuperSonics se sont qualifiés pour les playoffs de la NBA à 22 reprises, ont remporté leur division à six reprises, ont accédé à trois finales et ont remporté le titre en 1979. À Oklahoma City, le Thunder s’est qualifié pour la première fois en séries éliminatoires durant la saison 2009-2010. Ils ont remporté leur premier titre de division, en tant que Thunder, en 2011 et leur premier titre de conférence en 2012, participant à la quatrième finale NBA de l’histoire de la franchise. En 2025, le Thunder remporte son second titre, le premier à Oklahoma, face aux Pacers d'Indiana dans le match 7.

## Histoire

### Supersonics de Seattle (1967-2008)
Le club fait ses débuts en NBA en octobre 1967, en même temps que les San Diego Rockets. Le nom de la franchise, « SuperSonics », est choisi à l'issue d'un concours local. Sur 25000 réponses, SuperSonics est revenu plus de 200 fois, en référence à l'implantation de Boeing dans la ville. Le surnom du club est aussi régulièrement contracté en « Sonics ».
Le premier logo du club est conçu par l'agence publicitaire de David Stern, l'ancien commissaire de la NBA.
Seattle compte dans ses rangs Walt Hazzard, Bob Weiss, Rod Thorn et sélectionne Al Tucker avec le sixième choix de la draft, et Bob Rule avec le septième. Sous la houlette de l'entraîneur Al Bianchi, Hazzard, après trois saisons en demi-teinte chez les Lakers de Los Angeles explose enfin chez les Sonics et finit meilleur marqueur du club avec 24 points de moyenne (6e de la ligue) et 6 passes décisives par match (4e de la ligue). Le bilan final, de 23 victoires pour 59 défaites, est typique pour une expansion team, et reste actuellement le pire de l'histoire du club.
Walt Hazzard est échangé à Atlanta durant l'intersaison pour Lenny Wilkens. Wilkens ne déçoit pas en enregistrant 22 points et 8 passes décisives (second dans la ligue) de moyenne. Le meilleur marqueur du club est Bob Rule avec 24 points de moyenne. Mais les performances individuelles de ces deux stars influencent relativement peu les résultats du club qui termine la saison avec 30 victoires. L'entraîneur Al Bianchi est alors limogé durant l'intersaison et est remplacé par Lenny Wilkens, qui officie désormais en tant que joueur-entraîneur. Le club montre ainsi des signes de progression, alors que Wilkens mène la ligue aux passes décisives. Les résultats s'améliorent encore avec 36 victoires pour 46 défaites à la fin de la saison 1969-70.
La progression continue pour la saison 1970-71 avec 38 victoires. Lenny Wilkens est nommé MVP du All-Star Game, mais la grande nouvelle pour le club est la signature de Spencer Haywood, qui a écrasé la concurrence dans la ligue concurrente de la NBA, l'ABA (il est le meilleur marqueur et le meilleur rebondeur de ce championnat). Les Sonics ont dû batailler dur avec les Pistons de Détroit qui détenaient ses droits, mais Haywood est finalement autorisé à rejoindre les Sonics, où il tourne à 20,6 points de moyenne sur 33 matchs.
Haywood devient vite un joueur dominant dans la ligue, avec 26,2 points de moyenne en 1971-72. Mais si le bilan annuel des Sonics s'améliore encore avec 47 victoires pour 35 défaites (première saison à plus de 50 % de victoires dans l'histoire du club), le club ne se qualifie pas pour les playoffs. Durant l'intersaison Lenny Wilkens est échangé aux Cavaliers de Cleveland contre Butch Beard. Ce mouvement marque un arrêt dans la progression du club qui ne remporte que 26 matchs en 1972-73, en dépit des performances de Spencer Haywood (troisième marqueur de la ligue avec 29,2 points de moyenne).
Les Sonics tentent de rebondir pour la saison 1973-74 avec la signature comme entraîneur et General Manager du légendaire Bill Russell. L'arrivée de l'ancien pivot des Celtics est bénéfique au club qui termine avec 36 victoires, 10 de plus que la saison précédente. L'ascension continue la saison suivante et pour la première fois de leur existence les Sonics se qualifient pour les playoffs avec un bilan de 43 victoires pour 39 défaites, bien favorisé par une série de 7 victoires consécutives sur la fin de saison. Ils battent même les Pistons de Détroit au premier tour en 3 manches sèches avant d'être éliminés par les futurs champions : les Warriors de Golden State.
Durant l'intersaison 1995, les Sonics récupèrent Eric Snow, sélectionné par Milwaukee, pour servir comme troisième meneur derrière Gary Payton et Nate McMillan.

Dernier logo des Sonics

À la suite du départ de Nate McMillan, qui a répondu favorablement à l'offre lucrative des Trail Blazers de Portland, les Sonics nomment comme entraîneur Bob Weiss, qui était membre de la première équipe des Sonics en 1967. Durant la draft, les Sonics sélectionnent avec le 25e choix le pivot français Johan Petro.

#### La fin après 41 ans à Seattle
Depuis 2006, le club est aux mains d'un homme d'affaires d'Oklahoma City, Clay Bennett, qui souhaitait amener l'équipe dans sa ville, laquelle a accueilli les Hornets de La Nouvelle-Orléans pendant la saison 2005-2006 à la suite de l'ouragan Katrina. Outre les résultats médiocres des dernières années, le club souffrait en effet de difficultés pour réunir la somme nécessaire (environ 500 millions de dollars) pour la construction d'une nouvelle salle, plus moderne et plus grande que l'actuelle Key Arena. La NBA finit par accéder à la demande de déménagement le 18 avril 2008 (les propriétaires des clubs votant par 28 à 2 en sa faveur). Malgré les nombreuses résistances, de la part des supporters de Seattle, mais aussi de Howard Schultz, président directeur-général de Starbucks, et ancien propriétaire du club, qui entendait poursuivre les investisseurs d'Oklahoma City qui, selon lui, n'auraient pas respecté une des clauses du contrat de vente qui stipulait qu'ils devaient « faire des efforts sincères » (good-faith effort) pour garder l'équipe à Seattle, l'annonce officielle du déménagement des Supersonics fut confirmée le 2 juillet 2008. La franchise change de couleurs et prend le nom de Oklahoma City Thunder. Les couleurs et le nom de Supersonics appartenant toujours à la ville de Seattle, cela laisse un espoir de revoir, un jour, une autre franchise revenir sous le nom des Supersonics.

### Thunder d'Oklahoma City (2008-)

#### À la conquête d'un titre autour du Big Three (2008-2012)
Lors de la saison 2008-2009, malgré les arrivées de Russell Westbrook et de Jeff Green, le Thunder d'Oklahoma City termine cinquième et dernier de la Northwest Division avec un bilan de 23 victoires et 59 défaites. Le 22 novembre 2008, l'entraineur P.J. Carlesimo est limogé à la suite d'un bilan d'une victoire pour 12 défaites. Il est remplacé par l'assistant Scott Brooks qui assure l'intérim jusqu'en fin de saison, et qui est ensuite maintenu par le club. Après un début difficile (3-29), le Thunder commence à montrer des signes de progrès, en finissant la saison à 20-30 sur les 50 derniers matchs.
Durant l'intersaison, peu de changements sont apportés, les dirigeants du club préférant continuer à reconstruire l'équipe autour du noyau composé de Kevin Durant, Jeff Green et de Russell Westbrook. L'équipe choisit James Harden de l'université d'État de l'Arizona avec le 3e choix de la Draft 2009 de la NBA. Le Thunder choisit également le français Rodrigue Beaubois avec le 25e choix, mais il est immédiatement envoyé aux Mavericks de Dallas en échange du 24e choix, Byron Mullens. L'équipe signe également les vétérans Etan Thomas et Kevin Ollie. Enfin, le 22 décembre 2009, l'équipe récupère par un échange avec le Jazz de Utah le rookie Eric Maynor, qui devient le meneur remplaçant pour le reste de la saison.
Les progrès du duo Kevin Durant-Russell Westbrook permettent à l'équipe la plus jeune de la NBA de réaliser une saison remarquable, terminant avec un bilan de 50 victoires pour 32 défaites, et se qualifiant pour les playoffs en finissant à la 8e place de la Conférence Ouest. Scott Brooks remporte le titre de entraîneur de l'année.
Au premier tour des playoffs, le Thunder rencontre alors les Lakers de Los Angeles, champions en titre. Après avoir perdu les deux premiers matchs à Los Angeles, l'équipe remporte les deux matchs suivants à domicile, avec notamment une victoire de 21 points lors du match 4. Cependant, le Thunder est éliminé à la suite d'une défaite à domicile 94-95 lors du match 6.
La saison 2010-2011 démarre sous les meilleurs auspices pour le Thunder à l'image de ses deux stars Kevin Durant et Russell Westbrook qui viennent de remporter les championnats du monde avec Team USA. L'équipe est désormais capable de rivaliser avec les grosses écuries de la Conférence Ouest.
Avant le NBA All-Star Game 2011 le Thunder se stabilise dans le top 5 de leur conférence avec déjà plus de 30 victoires à mi-parcours.
Avec l'intérêt de renforcer leur raquette un peu fébrile, ils décident de transférer Jeff Green et Nenad Krstić à Boston contre Nate Robinson et Kendrick Perkins. Perkins est donc le nouveau pivot titulaire, associé dans la raquette au prometteur Congolais Serge Ibaka. Nate Robinson quant à lui sert de remplaçant de luxe pour le poste de meneur de jeu et d'arrière.
Ces transferts se révèlent efficaces, le Thunder devenant champion de la division Northwest à l'issue de la saison régulière. Après avoir battu les Nuggets de Denver (4 à 1) et les Grizzlies de Memphis (4 à 3). En finale de conférence, le Thunder chute face aux futurs champions NBA, les Mavericks de Dallas. Malgré un succès à l'extérieur lors du match 2, les Mavericks s'imposent 4 à 1, privant l'équipe du Thunder de ses premières Finals.
Lors de la saison 2011-2012 raccourcie pour cause de lock-out, le Thunder est clairement l'un des favoris pour le titre NBA. Les joueurs sont jeunes et ont assez d'expérience pour prétendre au titre. La franchise tient son rang durant la saison régulière. Elle doit toutefois se passer de Eric Maynor, blessé pour toute la saison. La star de l'équipe, Kevin Durant, termine au premier rang des marqueurs de la ligue et est devancée par LeBron James lors du vote désignant le meilleur joueur de la saison. De plus, l'arrière remplaçant James Harden est élu meilleur 6e homme de l'année.
Pendant les playoffs, les joueurs du Thunder arrivent à battre facilement le champion en titre, les Mavericks de Dallas, sur le score de quatre à zéro au premier tour, puis les Lakers de Los Angeles quatre à un, et ensuite les Spurs de San Antonio, quatre à deux. Lors de cette finale de la Conférence Ouest, le Thunder est mené par deux à zéro avant de remporter les quatre rencontres suivantes.
Lors de la finale NBA, le Thunder est opposé au Heat de Miami. Le Thunder remporte le premier match par 105-94 au Chesapeake Energy Arena avant de s'incliner dans sa salle pour le second match. Les trois matches suivants se déroulent à Miami et sont tous remportés par le Heat qui gagne le titre de champion NBA.

#### L'ère Durant-Westbrook (2012-2016)
Ils attaquent la saison 2012-2013 en se séparant du meilleur 6e homme de la saison précédente, James Harden, contre trois choix de draft futurs, Kevin Martin et Jeremy Lamb dans un échange avec les Rockets de Houston, la raison principale étant le fait que les dirigeants d'OKC ne souhaitaient pas payer la luxury-tax payée par les franchises qui dépassent le salary cap.
Et la saison 2012-2013 réussit plutôt bien au Thunder qui termine 1er de la Conférence ouest avec un bilan de 60 victoires pour 22 défaites, devançant les Spurs de San Antonio.
Les playoffs 2013 opposent le Thunder aux Rockets de Houston lors du 1er tour, l'occasion de retrouvailles avec James Harden parti de l'Oklahoma l'été précédent.
Le Thunder remporte finalement la série 4-2, victoire cependant ternie par la blessure du meneur All-Star Russell Westbrook pour la suite des playoffs.
En demi-finale de Conférence, ce sont les Grizzlies de Memphis qui se dressent sur la route d'Oklahoma City. Après une victoire dans le premier match, le Thunder chute à 4 reprises et s'incline en 5 matches, trop affaibli par la perte de sa deuxième menace offensive.
Lors de la saison 2013-2014, le Thunder finit avec le deuxième bilan de la saison régulière, derrière les Spurs de San Antonio. Après avoir éliminé les Grizzlies de Memphis ainsi que les Los Angeles Clippers lors des playoffs 2014, Oklahoma bute sur San Antonio, qui élimine le Thunder 4-2, cette défaite étant due en partie à la blessure de leur intérieur Serge Ibaka. Lors de cette saison, Kevin Durant finit meilleur joueur de la saison régulière (MVP) en battant le record de matchs consécutifs à plus de 20 points, record détenu par Michael Jordan.
Lors de la saison 2014-2015, le Thunder échoue à un match de la qualification pour les playoffs 2015, et finit 9e derrière les Pélicans de La Nouvelle-Orléans. OKC perdit cette 8e place qualificative lors de leur défaite contre La Nouvelle-Orléans le 6 février 2015 113-116 à cause d'un tir primé au buzzer d'Anthony Davis (le classement de la NBA départageant les équipes au tie-breaker, c'est-à-dire au nombre de matchs gagnés par une équipe contre une autre durant la saison régulière, NOLA ayant gagné 3 matchs sur 4). Malgré les 11 triples doubles de leur meneur All-star Russell Westbrook, qui se démena pour qualifier OKC pour les playoffs, le Thunder a dû composer avec de nombreuses blessures tout au long de la saison, notamment celle de Kevin Durant.
Le 22 avril 2015, soit quelques jours seulement après la fin de la saison 2014-2015 du Thunder, Scott Brooks est remercié par les dirigeants de la franchise,. Ce licenciement intervient après la mauvaise saison du Thunder et la non-qualification de l'équipe en playoffs après 5 participations consécutives. Cependant selon Sam Presti, General Manager de la franchise, ce départ n'est pas lié à la saison qui vient de se terminer. Selon son communiqué de presse : "C’est une décision difficile à de nombreux égards. Scott a aidé à établir l’identité du Thunder et a amplement mérité sa place dans l’histoire de notre franchise pendant ses sept années en tant que leader d’équipe. [...] Comme vous le savez, cette saison a été jalonnée de difficultés uniques et, comme nous l’avons induit, il faut reconnaître que peu de gens auraient pu réussir à faire ce que Scott et cette équipe ont réussi à faire. Il convient donc d’établir que cette décision n’est pas liée à la saison qui vient de se terminer mais plutôt à une réflexion qui vise à ce que l’on continue à évoluer, progresser et grandir. Nous avons considéré que, pour stimuler notre progression et nous mettre dans la meilleure position à l’avenir, un changement de ce type était nécessaire pour la franchise."
Le 30 avril 2015, Billy Donovan est nommé entraîneur du Thunder,. Sam Presti annonce que l'ancien entraîneur de l'université de Floride entre 1996 et 2015 et double champion NCAA avec cette même équipe vient de signer un contrat portant sur 5 ans.
Lors de la draft 2015, le Thunder choisit au 1er tour et en 14e position Cameron Payne en provenance de Murray State, ainsi que Dakari Johnson en provenance de l'université du Kentucky en 48e choix.
La saison 2015-2016 est marquée par l’efficacité de la paire offensive formée par Kevin Durant et Russell Westbrook. L'équipe est en effet la 2e équipe la plus prolifique au terme de la saison régulière avec 110,2 points par match juste derrière les Warriors de Golden State. L'équipe est également la 3e la plus précise au tir avec un taux de réussite de 47,6 %. Kevin Durant (28,2 points de moyenne) et Russell Westbrook (23,5 points de moyenne) réalisent à eux deux près de 50 % du scoring de l'équipe (46,91 %). Au terme de la saison régulière, le Thunder termine avec un bilan de 55-27 et termine champion de la Division Nord-Ouest et 3e de la Conférence Ouest. Kevin Durant est nommé cinq fois NBA Player of the Week de l'Ouest (joueur de la semaine). Lui et Westbrook sont tous deux nommés deux fois NBA Player of the Month (joueur du mois) de l'Ouest dont une fois ex aequo. Au terme de la saison régulière, Westbrook est nommé en 1st All-NBA Team et Durant est quant à lui nommé en 2nd All-NBA Team. Ces deux joueurs sont également titulaires au All-Star Game 2016, Russell Westbrook est nommé MVP de ce All-Star Game.
Le premier tour des playoffs 2016 oppose les Mavericks de Dallas au Thunder. Le Thunder l'emporte 4-1. En demi-finales des playoffs, le Thunder rencontre les Spurs de San Antonio qui viennent de réaliser la meilleure saison régulière de leur histoire. Le premier match de cette série est dominé par les Spurs qui l'emportent 92-124. Le deuxième match, plus serré, est remporté par le Thunder (98-97). À l'inverse le troisième match, à la Chesapeake Arena d'Oklahoma City est cette fois remporté par les Spurs (100-96). Lors du quatrième match, le Thunder élève son niveau de jeu offensivement et défensivement et remporte le match (97-111) avec un Kevin Durant décisif (41 points). Il en va de même pour le cinquième match qui est aussi remporté (95-91) grâce notamment à la performance du Thunder dans le quatrième quart-temps (34-16). Lors du sixième match, le Thunder dispose plus facilement des Spurs grâce à un haut niveau de jeu défensif, gagnant le match (99-113) et ainsi ces demi-finales des playoffs 4-2. En finale de conférence le Thunder rencontre les Warriors de Golden State qui viennent de réaliser une saison record. Lors du premier match à l'Oracle Arena d'Oakland, le Thunder remporte (108-102) le premier match de série. Les Warriors réagissent rapidement remportent le deuxième match (91-118). Lors du troisième match, le Thunder profite de la baisse de forme de Stephen Curry (3/11 à 3 points) et gagne facilement le match (105-133). De même lors du quatrième match, les Warriors et leur manque de réussite (Curry à 2/10 à 3 points et Thompson à 4/11 à 3 points) sombrent face au Thunder (94-118) et leur meneur Russell Westbrook qui réalise quant à lui un triple-double. Le cinquième match est remporté par les Warriors à domicile (111-120). Lors du sixième match, à Oklahoma City, alors que tout le monde pense que le Thunder va réaliser l'exploit d'éliminer les Warriors, champions en titre, ces derniers s'imposent (108-101) et arrachent un match 7 décisif emmenés par Klay Thompson établissant un nouveau record avec 41 points et 61,1 % (11/18) à 3 points. Le match sept à Oakland tourne rapidement à l'avantage des Warriors et de leur adresse retrouvée ; Golden State gagne le match (88-96) et la série 4-3.
Ils jouent aussi contre le Real Madrid et perdent et le FC Barcelone et gagnent en NBA global games Europe.

#### Départ de Durant et saison MVP historique de Westbrook (2016-2017)
Après de nombreuses spéculations sur l’avenir de la superstar Kevin Durant, ce dernier a annoncé le 4 juillet 2016, qu’il se joignait aux Warriors de Golden State. La décision de rejoindre l’équipe ayant remporté 73 victoires la saison dernière est fortement critiquée par le public et les médias sportifs.
Le 4 août 2016, Westbrook accepte une prolongation de trois ans pour rester avec le Thunder. Durant la saison 2016-2017, avec une moyenne de 31,6 points, 10,4 passes décisives et 10,7 rebonds, Westbrook devient le second joueur depuis Oscar Robertson à faire une saison régulière en triple-double de moyenne. Le 2 avril 2017, Westbrook a égalé le record d’Oscar Robertson pour le plus grand nombre de triple-doubles sur une saison (41), pour le battre 7 jours plus tard contre les Nuggets de Denver. Westbrook, dans ce match, inscrit également le buzzer beater, mettant fin aux espoirs de playoffs des Nuggets. Lors des playoffs, Oklahoma City perd lors du premier tour contre les Rockets de Houston, 4-1. Westbrook est alors nommé MVP de la saison régulière, au regard de sa saison historique.

#### L'arrivée de Paul George (2017-2019)
Le 6 juillet 2017, le Thunder fait l’acquisition de l'ailier, quatre fois All-Star, Paul George dans un échange avec les Pacers de l'Indiana qui accueillent Victor Oladipo et Domantas Sabonis. Le 25 septembre, le Thunder acquiert Carmelo Anthony, des Knicks de New York, en échange du pivot Enes Kanter et Doug McDermott. Le Thunder a terminé la saison 2017-2018 avec un bilan de 48-34 et a perdu contre le Jazz de l'Utah, 4-2 dans au premier tour des playoffs 2018.
Le 6 juillet 2018, Paul George a signé une prolongation avec le Thunder. En juillet 2018, le Thunder a échangé Carmelo Anthony aux Hawks d'Atlanta au regard d'une incompatibilité entre les attentes du staff et du joueur au sein de l'équipe. Dans cet échange, le Thunder a acquis le meneur allemand Dennis Schröder et Timothé Luwawu-Cabarrot des 76ers de Philadelphie.
La saison 2018-2019 se conclut par une 6e place dans la conférence Ouest pour un bilan de 49 victoires pour 33 défaites, ce qui les amène à affronter les Trail Blazers de Portland et le rival All-star de Westbrook, Damian Lillard. Contre toute attente le Thunder se fait éliminer une nouvelle fois au premier tour, la série se finit sur un tir "clutch" de Damian Lilliard à trois points, offrant au match 5 la victoire au « buzzer », ce qui entraîne la défaite du Thunder 4-1 dans cette série.
À la suite de cette défaite, Paul George fait part de son envie d'être transféré.

#### Reconstruction autour de Shai Gilgeous-Alexander (2020-2025)

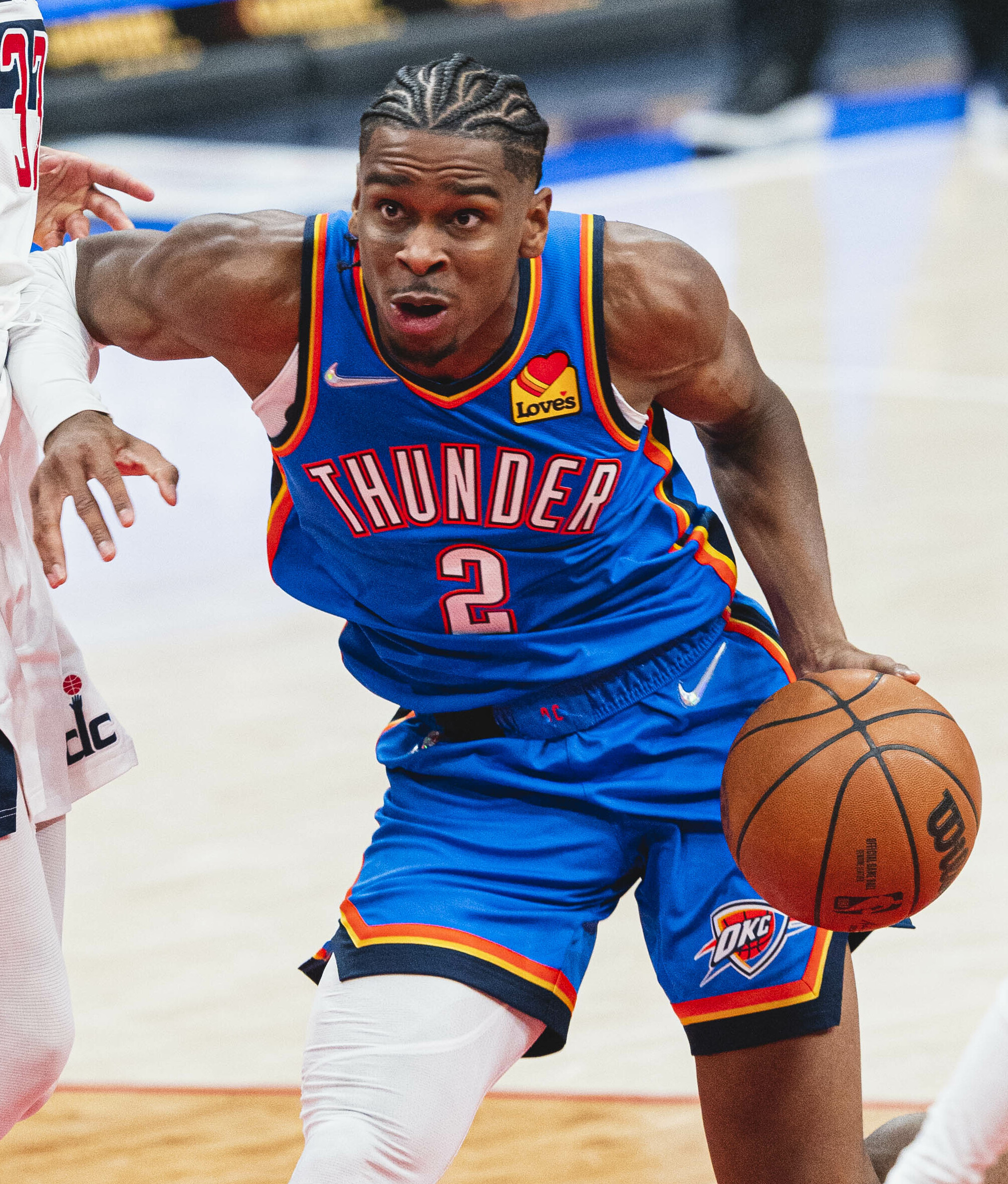
Shai Gilgeous-Alexander.

En juillet 2019, Paul George part aux Clippers de Los Angeles, rejoignant Kawhi Leonard : il est échangé contre Shai Gilgeous-Alexander, Danilo Gallinari et plusieurs choix de draft.
Le Thunder, en récupérant des choix de draft, entame une nouvelle phase, celle de la reconstruction. Dans cette quête le manager du Thunder, Sam Presti, ne voit pas Westbrook dans le futur de sa franchise, le meneur All-Star engage le 1er juillet 2019 des négociations avec le Thunder pour voir les différentes possibilités de transfert. Westbrook est envoyé aux Rockets de Houston contre Chris Paul et des choix de draft. À Houston, Westbrook retrouve son ancien coéquipier du Thunder, James Harden. Chris Paul ne reste qu'une saison à OKC mais cette saison est celle d'une équipe du Thunder pleine de surprise, contre toute attente l'équipe termine 5e de la conférence Ouest avec un bilan de 44 victoires pour 28 défaites. OKC affronte les Rockets de James Harden et Russell Westbrook au premier tour des playoffs, dans une série très accrochée, Houston l'emporte finalement au match 7. Chris Paul, Danilo Gallinari ou encore Dennis Schröder sont ensuite tous transférés à l'inter saison, le seul joueur majeur restant est la jeune star de l'équipe Shai Gilgeous-Alexander, hauteur d'une sublime saison sophomore, OKC souhaite reconstruire autour de lui.
Malgré l'émergence de Shai Gilgeous-Alexander comme leader, le Thunder peine (30,6 % de victoires lors de la saison 2020-2021, avant-dernier de la conférence Ouest avec 29,3 % de victoires lors de la 2021-2022). L'arrivée de Chet Holmgren, 2e choix de la draft 2022, doit apporter un nouveau pilier à l'équipe mais ce dernier se blesse durablement avant l'entame de sa saison rookie. Cependant, dans la foulée d'un Shai Gilgeous-Alexander All-Star, deuxième du MIP 2023 et All-NBA first team, ainsi que de Jalen Williams et d'un Mark Daigneault 3ème du Rookie of the Year et du Coach of the Year, le Thunder achève la saison à 40 victoires, écarté lors du dernier match du play-in par les Timberwolves du Minnesota, après avoir terrassé les Pelicans de La Nouvelle-Orléans.
Le 18 février 2024, Shai Gilgeous-Alexander est titulaire au All-Star Game, devenant le premier joueur du Thunder depuis Russell Westbrook à être dans le 5 majeur du match.

#### Retour en playoffs et premier titre (depuis 2024)
Au terme de la saison 2023-2024, le Thunder termine 1er de conférence. Mark Daigneault remporte le titre d'entraîneur de l'année, Chet Holmgren termine 2e au titre de Rookie of the Year (derrière Victor Wembanyama) et Shai Gilgeous-Alexander termine 2e au classement du Most Valuable Player, remporté par Nikola Jokić. En playoffs, l'équipe affronte au premier tour les Pelicans de La Nouvelle-Orléans privés de Zion Williamson. Malgré un premier match serré, Oklahoma City remporte la série 4 matchs à 0. En demi-finale de Conférence, ils s'inclinent 4 matchs à 2 contre les Mavericks de Dallas.
La saison suivante marque l'arrivée d'Alex Caruso, ancien champion avec les Lakers de Los Angeles, et d'Isaiah Hartenstein. Lors de la NBA Cup 2024, le Thunder se qualifie pour les phases finales et élimine les Mavericks de Dallas et les Rockets de Houston, respectivement en quart et en demi finale, avant de s'incliner face aux Bucks de Milwaukee en finale, qui a eu lieu à Las Vegas. L'équipe termine la saison à la première place de la NBA avec 68 victoires, soit le meilleur bilan de l'histoire de la franchise. En playoffs, le Thunder élimine les Grizzlies de Memphis au premier tour et les Nuggets de Denver au deuxième tour, respectivement en 4 et 7 matchs. Pour la première fois depuis 2012, l'équipe accède aux Finales NBA suite à sa victoire en 5 manches face aux Timberwolves du Minnesota.
Pour la première fois de son histoire, le Thunder devient champion NBA après son succès face aux Pacers de l'Indiana en 7 matchs. Déjà élu MVP de cette saison régulière, Shai Gilgeous-Alexander remporte le titre de MVP des Finales NBA.

## Noms successifs
- 1967-2008 : SuperSonics de Seattle (NBA)
- Depuis 2008 : Thunder d'Oklahoma City (NBA)

## Couleurs et symboles

### Maillots
Depuis que Nike fournit l'ensemble des tenues aux équipes de NBA, en 2017, les maillots « domicile » et « extérieur » ont été remplacés par une collection plus fournie, pouvant servir aussi bien en déplacement qu'à domicile, portant les noms « association », « icon », « statement » et « city », et pour certaines équipes en plus une version « classic » reprenant le design d'anciens maillots. Les équipes qualifiées pour les playoffs 2019 et 2020 se sont vues dotées d'une tenue supplémentaire, dénommée « earned ».

## Salles
- Seattle Center Coliseum 1967-1978
- The Kingdome 1978-1985
- Seattle Center Coliseum 1985-1994

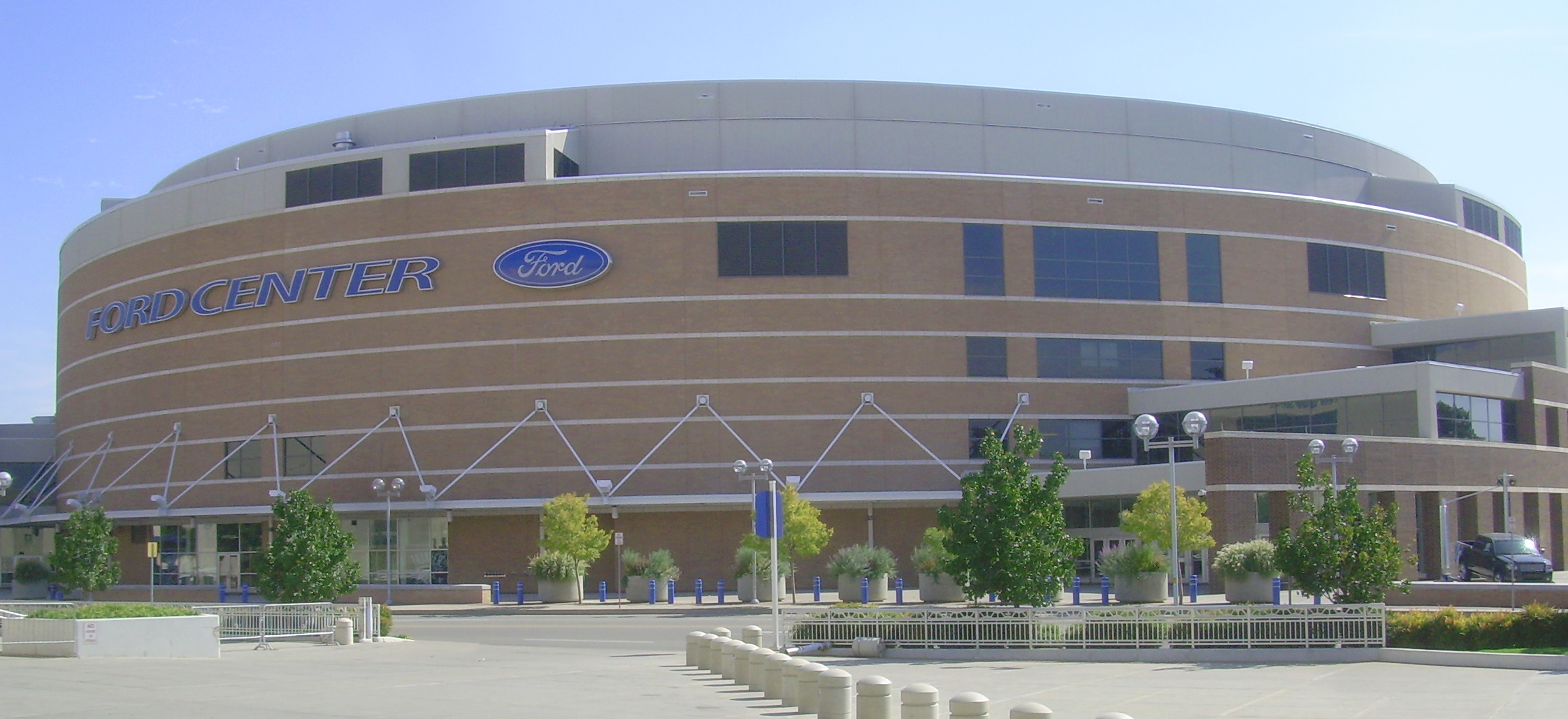
Chesapeake Energy Arena

- Tacoma Dome 1994-1995 (KeyArena pendant les rénovations)
- KeyArena (rénové et rebaptisé Seattle Center Coliseum) 1995-2008
- Ford Center (2008-2010)
- Oklahoma City Arena (2010)
- Chesapeake Energy Arena (2011-2021)
- Paycom Center (depuis 2021)

## Palmarès
En tant que SuperSonics de Seattle :
- Champion NBA (1) : 1979.
- Champion de la Conférence Ouest (3) : 1978, 1979 et 1996.
- Champion de la Division Pacifique (5) : 1979, 1994, 1996, 1997 et 1998.
- Champion de la Division Nord-Ouest (1) : 2005.

Depuis l'installation à Oklahoma City :
- Champion NBA (1) : 2025.

- Champion de la Conférence Ouest (2) : 2012 et 2025.
- Champion de la Division Nord-Ouest (7) : 2011, 2012, 2013, 2014, 2016, 2024 et 2025.
- 5 titres de champion de conférence au total.
- 13 titres de champion de division au total.

## Meilleurs marqueurs de l'histoire de la franchise
| Place                                                                                    | Nom du joueur                        | Pays       | Points |
| ---------------------------------------------------------------------------------------- | ------------------------------------ | ---------- | ------ |
| 1er                                                                                      | Russell Westbrook 2008 - 2019        | États-Unis | 18 859 |
| 2e                                                                                       | Gary Payton 1990 - 2003              | États-Unis | 18 207 |
| 3e                                                                                       | Kevin Durant 2007 - 2016             | États-Unis | 17 566 |
| 4e                                                                                       | Fred Brown 1971 - 1984               | États-Unis | 14 018 |
| 5e                                                                                       | Jack Sikma 1977 - 1986               | États-Unis | 12 034 |
| 6e                                                                                       | Shai Gilgeous-Alexander 2019 -       | Canada     | 10 405 |
| 7e                                                                                       | Rashard Lewis 1998 - 2007            | États-Unis | 10 251 |
| 8e                                                                                       | Shawn Kemp 1989 - 1997               | États-Unis | 10 148 |
| 9e                                                                                       | Gus Williams 1977 - 1984             | États-Unis | 9 676  |
| 10e                                                                                      | Dale Ellis 1986 - 1991 / 1997 - 1999 | États-Unis | 9 405  |
| Dernière mise à jour : 2 mars 2023 En gras : Joueurs évoluant toujours dans la franchise |                                      |            |        |

## Records individuels de la franchise
| Statistique                                                                              | Nom du joueur           | Nombre                 |
| ---------------------------------------------------------------------------------------- | ----------------------- | ---------------------- |
| Meilleur marqueur                                                                        | Russell Westbrook       | 18 859 points          |
| Meilleure moyenne points/match                                                           | Shai Gilgeous-Alexander | 32,7 points/match      |
| Meilleur passeur                                                                         | Gary Payton             | 7 384 passes décisives |
| Meilleure moyenne passes/match                                                           | Lenny Wilkens           | 9,0 passes/match       |
| Meilleur rebondeur                                                                       | Jack Sikma              | 7 729 rebonds          |
| Meilleure moyenne rebonds/match                                                          | Spencer Haywood         | 12,1 rebonds/match     |
| Meilleur contreur                                                                        | Serge Ibaka             | 1 300 contres          |
| Meilleur intercepteur                                                                    | Gary Payton             | 2 107 interceptions    |
| Meilleur pourcentage au tir                                                              | Steven Adams            | 58,9 %                 |
| 3 points marqués                                                                         | Kevin Durant            | 1 143 tirs             |
| Meilleur pourcentage à 3 points                                                          | Brent Barry             | 42,9 %                 |
| Lancers-francs marqués                                                                   | Russell Westbrook       | 4 685 tirs             |
| Meilleur pourcentage au lancer-franc                                                     | Chris Paul              | 90,7 %                 |
| Matchs joués                                                                             | Gary Payton             | 999 matchs             |
| Dernière mise à jour : 2 mars 2023 En gras : Joueurs évoluant toujours dans la franchise |                         |                        |